# ينغفار نيلسن
ينغفار نيلسن هو جغرافي وبروفيسور وكاتب ومؤرخ وسياسي نرويجي، ولد في 29 يوليو 1843 في آرندال في النرويج، وتوفي في 2 مارس 1916 في كريستيانية ‏ في النرويج. نشط حزبياً في حزب المحافظين. وقد انتخب نائب عضو برلمان النرويج ‏ عن دائرة Kristiania, Hønefoss og Kongsvinger ‏ خلال فترته النيابية ‏ (1889 – 1891) وانتخب نائب عضو برلمان النرويج ‏ عن دائرة Kristiania, Hønefoss og Kongsvinger ‏ خلال فترته النيابية ‏ (1886 – 1888).